# Ewandro
Ewandro, pseudonimo di Ewandro Felipe de Lima Costa (Recife, 15 marzo 1996), è un calciatore brasiliano, attaccante dell'Omonia.

## Caratteristiche tecniche
È un'ala destra o sinistra.

## Carriera

### Club
Cresciuto nel San Paolo, il 6 luglio 2016 passa a titolo definitivo all'Udinese per 3 milioni di euro firmando un contratto quinquennale.

### Nazionale
Ha giocato nelle nazionali giovanili brasiliane Under-17 ed Under-20.

## Statistiche

### Presenze e reti nei club
Statistiche aggiornate al 24 gennaio 2020.
| Stagione               | Squadra                | Campionato             | Campionato | Campionato | Coppe nazionali | Coppe nazionali | Coppe nazionali | Coppe continentali | Coppe continentali | Coppe continentali | Altre coppe | Altre coppe | Altre coppe | Totale | Totale |
| Stagione               | Squadra                | Comp                   | Pres       | Reti       | Comp            | Pres            | Reti            | Comp               | Pres               | Reti               | Comp        | Pres        | Reti        | Pres   | Reti   |
| ---------------------- | ---------------------- | ---------------------- | ---------- | ---------- | --------------- | --------------- | --------------- | ------------------ | ------------------ | ------------------ | ----------- | ----------- | ----------- | ------ | ------ |
| 2014                   | San Paolo              | A+A1/SP                | 4+9        | 0+1        | CB              | 0               | 0               | CS                 | 1                  | 0                  | -           | -           | -           | 14     | 1      |
| gen.-lug. 2015         | San Paolo              | A+A1/SP                | 0+7        | 0+1        | CB              | 0               | 0               | CL                 | 1                  | 0                  | -           | -           | -           | 8      | 1      |
| Totale San Paolo       | Totale San Paolo       | Totale San Paolo       | 4+16       | 0+2        |                 | 0               | 0               |                    | 2                  | 0                  |             | -           | -           | 22     | 2      |
| lug.-dic. 2015         | Atl. Paranaense        | A+A1/PR                | 14+0       | 5+0        | CB              | 0               | 0               | CS                 | 2                  | 0                  | -           | -           | -           | 16     | 5      |
| gen.-lug. 2016         | Atl. Paranaense        | A+A1/PR                | 9+10       | 1+2        | CB              | 1               | 0               | -                  | -                  | -                  | PL          | 0           | 0           | 20     | 3      |
| Totale Atl. Paranaense | Totale Atl. Paranaense | Totale Atl. Paranaense | 23+10      | 6+2        |                 | 1               | 0               |                    | 2                  | 0                  |             | -           | -           | 36     | 8      |
| 2016-2017              | Udinese                | A                      | 5          | 0          | CI              | 0               | 0               | -                  | -                  | -                  | -           | -           | -           | 5      | 0      |
| 2017-gen. 2018         | Udinese                | A                      | 0          | 0          | CI              | 1               | 0               | -                  | -                  | -                  | -           | -           | -           | 1      | 0      |
| Totale Udinese         | Totale Udinese         | Totale Udinese         | 5          | 0          |                 | 1               | 0               |                    | -                  | -                  |             | -           | -           | 6      | 0      |
| gen.-giu. 2018         | Estoril Praia          | PL                     | 15         | 1          | TdP+TdL         | -               | -               | -                  | -                  | -                  | -           | -           | -           | 15     | 1      |
| 2018-apr. 2019         | Austria Vienna II      | EL                     | 3          | 3          | -               | -               | -               | -                  | -                  | -                  | -           | -           | -           | 3      | 3      |
| 2018-apr. 2019         | Austria Vienna         | BL                     | 8          | 1          | CA              | 3               | 1               | -                  | -                  | -                  | -           | -           | -           | 11     | 2      |
| apr.-dic. 2019         | Fluminense             | A+A1/RJ                | 2+0        | 0+0        | CB              | 0               | 0               | CS                 | 0                  | 0                  | -           | -           | -           | 2      | 0      |
| 2020                   | Sport Recife           | A+A1/PB                | 0+0        | 0+0        | CB              | 0               | 0               | -                  | -                  | -                  | CN          | 0           | 0           | 0      | 0      |
| Totale carriera        | Totale carriera        | Totale carriera        | 86         | 15         |                 | 5               | 1               |                    | 4                  | 0                  |             | -           | -           | 95     | 16     |

## Palmarès

### Club

#### Competizioni statali
- Campionato Paranaense: 1

Atlético Paranaense: 2016